# Americium(IV)oxide
Americium(IV)oxide of americiumdioxide is een oxide van americium en heeft als brutoformule AmO2. De stof komt voor als zwarte kristallen, die onoplosbaar zijn in water.
Gezien het feit dat alle isotopen van americium kunstmatig worden gemaakt, komt americium(IV)oxide niet vrij in de natuur voor. Als alle americiumverbindingen is ook americium(IV)oxide radioactief.

## Synthese
Americium(IV)oxide kan in kleine hoeveelheden worden bereid door het verhitten van zouten van americium, zoals americium(III)oxalaat (900°C) of americium(III)nitraat (1000°C).

## Structuur
Americium(IV)oxide bezit een kubische kristalstructuur. De structuur is vergelijkbaar met die van calciumfluoride (CaF2).

## Toepassingen
Americium(IV)oxide kent maar weinig toepassingen in de industrie. Het wordt dan ook voornamelijk gebruikt als bron van ioniserende straling (via de radio-isotoop 241Am). In die context wordt het bij fluorescentiespectrometrie en ionisatiemelders gebruikt.